# アントラー (ウルトラ怪獣)
アントラーは、特撮テレビドラマ『ウルトラマン』をはじめとする「ウルトラシリーズ」に登場する怪獣。別名は磁力怪獣。
モチーフはクワガタムシとカブトムシ。名前の由来は、アリジゴクの英語名であるアントライオンを縮めたものとする説、シカの角を意味するantlerとする説などがある。円谷英二は、放送当時の雑誌でアリの英語名「ant」から取ったと述べている。

## 『ウルトラマン』に登場するアントラー
『ウルトラマン』第7話「バラージの青い石」に登場。本編に先立ち、1966年7月9日に杉並公会堂にて開催されたイベント「ウルトラマン前夜祭 ウルトラマン誕生」（放映は翌10日）にも登場している。
中東・アララット山の麓にある幻の街・バラージ付近の砂漠の地中に太古から生息していた怪獣。5千年前に交易地として栄えていたバラージの街を襲ってシルクロードの交易を衰退させたことがあり、当時は初代ウルトラマンに酷似した姿の巨人「ノアの神」によって倒された。その姿はアリジゴクのようで、頭部には巨大な1対の大顎を持つ。砂漠にすり鉢状の巨大なアリジゴクを作り、獲物を捕食する習性を持つ。大顎の間から発射する、金属を含んだ物体だけでなく初代ウルトラマンさえも吸い寄せる強力な虹色の磁力光線により、航空機を墜落させる。
唯一苦手とするのは、かつてノアの神が持ってきたと伝えられる「青い石」だけである。現代に復活してバラージの街を襲撃した際には科学特捜隊のスーパーガンも受けつけず、逆に磁力で吸い寄せる。初代ウルトラマンとの戦いでも磁力光線や砂煙、大顎による締めつけなどで苦しめたうえ、スペシウム光線も硬い皮膚で平然と受けきる。激しい格闘戦で右の大顎をねじ切られても大ダメージには至らなかったが、青い石をムラマツキャップによって頭部へ投げつけられると体中から大爆発が起き、地面に倒れて絶命する。
第35話では、怪獣墓場に漂っている姿が描かれている。
- スーツアクター：荒垣輝雄[3][7]、中村晴吉（ノンクレジット）
  - 当時の製作日報によればクランクイン当初は中村が演じていたが、スケジュールの変更を受けて5月30日と31日の撮影で荒垣に交代したという[17]。
- デザインは成田亨[18]。成田は人体にカブトムシのイメージを被せたものとしている[18]。高山良策が初めて『ウルトラマン』で新規造型した怪獣である[19]。頭部はFRP樹脂製[20]。
- 資料によっては、隕石に乗って地球へ飛来した宇宙怪獣であった可能性が記述されている[出典 5]。また、中近東地域に落下した隕石によって活発化したとも記述されている[14]。
- 鳴き声はラドンのハイスピード再生[21]。角の開閉音は、録音担当の西本定正による歯ぎしりの音を加工したもの[12][22]。
- 書籍『ウルトラマン ベストブック』（竹書房・1993年）では、最終話に登場するゼットンの角はアントラーのものを参考にしているとの岩本博士による推測を記述している[23][24]。
- 『ウルトラマン』の放送開始前週に放送された『ウルトラマン前夜祭』では、暴れる怪獣の1体として先行登場し、ウルトラマンと戦う。他の着ぐるみとは違ってファスナーの位置が前にあり、着ぐるみの胴体が前後逆になっていた[25]。このスーツアクターは泉梅之助。
- 劇中に登場する「ノアの神」の正体には諸説ある。
  - 『ウルトラマン列伝』第39話では、ゾフィーとウルトラマンゼロが「ウルトラマンノアとの関係があるかもしれない」と驚く。
  - 『新ウルトラマン列伝』第28話では、ゼロが「ノアの神とウルトラマンノアと関係があるのかもしれない」と語り、「大昔からウルトラマンは平和のために戦い続けてきたのだろう」と締めくくった。
  - 漫画作品『ウルトラマンSTORY 0』では、バラージを訪れたゾフィーであると示唆する描写が存在する。#『ウルトラマンSTORY 0』も参照。
- 『ウルトラファイト』の「ひきょうだぞアントラー」と映画『ウルトラマン物語』における流用映像では、スペシウム光線で倒される[注釈 3]。前者では、砂煙はアントラー自身が吐き出す猛毒ガスとされている[注釈 4]。
- 『大怪獣バトル ULTRA MONSTERS NEO』では、虹色の磁力光線は「キャプチャ光線」、大顎による締めつけは「ライジングシザース」と表記されている。
- 市街地に立っているという、実際の劇中には出てこないスチール写真が存在する[26]。
- 台本では、ムラマツがアントラーを見て「蟻地獄だ!!!」と叫ぶシーンが存在する[7][12]。
- 手足は4本だが、台本では「6本足でウルトラマンを抑え込む」との一文が書かれている[7][12]。

## 『ウルトラマンマックス』に登場するアントラー
『ウルトラマンマックス』第11話「バラージの預言」に登場。
初代と比較してやや大きい体躯を持つ。同様に磁力光線と大顎が武器で、磁力光線はDASHの各種機器も含めた広範囲の機器類を使用不能にするほか、ウルトラマンマックスのマクシウムカノンの「溜め」を消滅させることも可能。巨大なアリジゴクを大地に発生させ、敵をその中に引き込んで襲う。紀元前2000年に中東の幻の王国「バラージ」を滅ぼしたとされる。
マックスやチームDASHとの戦いでは前述の能力で苦戦させるが、「バラージの青い石」をレンズとして放ったダッシュデリンジャーの光線を浴びた途端に動きが鈍くなり、大顎の片方をマクシウムソードで切断された後、マクシウムカノンで倒される。
- スーツアクター：末永博志[32]
- スーツはほぼ初代のままにするという意向により、当時のスチール写真を参考に制作された[32]。角は付け替え式になっており、アクション用・ギミック用・折れた角など5、6本が作られた[32]。造形物はスーツのほか、遠景用人形も用意された[27]。
- この回のみ、オープニングや提供クレジットにアントラーのシルエットが登場している。
- 出現時のシーンでは、操演部の制作した砂を吹き上げる装置が用いられている[33]。この装置は後に『ウルトラマンギンガ』でも使用されているが、アントラーの出現シーン以外には使い道がないという[33]。
- 撮影ではアントラーの作った穴にマックスが落ちるシーンがあったが、うまくいかずにカットとなった[34]。シーンの一部は、マックスが地上に降りた時に地面がめり込む描写として流用されている[34]。

## 『ウルトラギャラクシー大怪獣バトル NEVER ENDING ODYSSEY』に登場するアントラー
『ウルトラギャラクシー大怪獣バトル NEVER ENDING ODYSSEY』第4話「困惑の再会」に登場。
ババルウ星人（RB）に操られる。砂地獄や砂嵐を発生させたり、超振動波を難なく弾く強靭な外骨格を持ち、強力な大顎ノコギリアゴと血中鉄分すら引き寄せる七色の電磁波光線でレイのゴモラを苦しめるが、ゴモラのレイオニックバースト化後は形勢を逆転され、大顎を引き千切られてババルウ星人に回収される。
その後、漫画作品『大怪獣バトル ウルトラアドベンチャーNEO』で再登場。主人公アイのレッドキングと戦うが、ゴモラとの戦闘で大顎が折られたままだったので相手にならず倒され、ババルウ星人（RB）は脱落してハマーから敗走する。
- スーツアクター：寺井大介
- オープニングではドラゴリーと対決している。

## 『大怪獣バトル ウルトラ銀河伝説 THE MOVIE』に登場するアントラー
映画『大怪獣バトル ウルトラ銀河伝説 THE MOVIE』に登場。
ウルトラマンベリアルのギガバトルナイザーの力で怪獣墓場から復活する。ベリアルが操る怪獣軍団の1体となり、怪獣墓場でウルトラ戦士たちやレイの怪獣たちを迎え撃つ。バルタン星人やゼットンなどと共に初代ウルトラマンと激突し、背後から大顎で締めつけるが脱出され、ウルトラアタック光線を受けて倒される。
また、ベリュドラの右角を構成する怪獣の1体となっている。
- 雑誌連載版
  - 『てれびくん』で連載された漫画版でも、ベリアル軍団の1体としてウルトラ戦士たちやゴモラと戦うが、ウルトラマンメビウスのメビュームシュートで倒される。
  - 『てれびくん』2009年12月号付録のメガサイズポスターでは、アストラと戦っている。

## 『ウルトラマン列伝』に登場するアントラー
『ウルトラマン列伝』第39話「超決戦!ウルトラヒーロー!!」（『ウルトラマンサーガ』の未公開映像を交えたスペシャル総集編）に登場。別名は怪獣兵器。
バット星人がハイパーゼットンのスフィアを中核に再生・強化改造した怪獣兵器の1体。首や胸にスフィアの発光器官が着いている。他の4体（キングパンドン、ブラックキング、ベロクロン、タイラント）と共に地球【フューチャーアース】へ送り込まれる。初代ウルトラマンと戦うが、最後はスペシウム光線で倒される。

## 『ウルトラマンギンガ』に登場するアントラー（SD）
『ウルトラマンギンガ』第9話「漆黒のウルトラ兄弟」に登場。
ナックル星人グレイ（SD）が黒木知美をダークライブさせることで出現。磁力光線を使用して友也を鉄骨で拘束し、ジャンナインを呼び出せないようにする。そのまま降星小学校へ向かおうとしたところで美鈴、健太、千草がウルトライブしたジャシュライン（SD）と対決し、思うように動けない隙を突いて優位に立つ。その後はウルトラマンギンガと対決するが、劣勢になったところで突如現れたウルトラセブンダーク（SD）のワイドショットを受けて倒され、描写はないもののスパークドールズに戻った模様。
なお、スパークドールズの使用については不明だったが、『新ウルトラマン列伝』第38話の『大怪獣ラッシュ』特集で登場した際には使用したことが示唆されている。
- 演（黒木知美）：川上麻衣子
- スーツアクター：力丸佳大

## ゴーグアントラー
映画『劇場版 ウルトラマンX きたぞ!われらのウルトラマン』に登場。
ザイゴーグの背鰭のトゲから派生した閻魔分身獣の一種。体色が赤みを帯びているほか、過去作品の登場個体と違って背中から出した羽根を広げての飛翔能力を持つ。従来の個体が持っていた磁力光線に代わり、大顎からエネルギー光弾を放つ。ザイゴーグやゴーグファイヤーゴルザと共にウルトラマンエックス・初代ウルトラマン・ウルトラマンティガと3対3の激闘を繰り広げ、乱戦中にスカイタイプにタイプチェンジしたティガや、スカイマスケッティ・スペースマスケッティの編隊と空中で対決する。ティガの放ったランバルト光弾を避けたところにスカイマスケッティのバードン・フェニックス・アタックで羽を破られ、地上に落とされる。パワータイプとなったティガを大顎で締め上げようとするが片方の大顎を折られ、最後はマルチタイプに戻ったティガのゼペリオン光線を浴びせられて爆発し、大顎の欠片が地面に突き刺さる。
- スーツアクター：梶川賢司
- デザイン画は羽根のある背面のみが新規に描かれ、全身の配色案はアントラーのスーツの画像を加工している[49][50]。配色は赤鬼をイメージしており、青鬼をイメージしたゴーグファイヤーゴルザと対になっている[51]。空を飛ぶという設定は、制作統括の岡崎聖の案によるものである[51]。
- アントラーの登場は初代ウルトラマンにちなんだものだが、監督の田口清隆はあえて最終的な対戦相手をティガにしている[52]。『ウルトラマン』の登場個体の能力である磁力光線は、脚本を担当した中野貴雄がサイバーモチーフのエックスに対して強力すぎると判断し、使用を見送った[51]。

## 『大怪獣ラッシュ ウルトラフロンティア』に登場するアントラー
データカードダスおよびそれを元にしたCGショートムービー『大怪獣ラッシュ ウルトラフロンティア』に登場。
プラズマソウルを取り込んだプラズマ怪獣として第1弾から登場する。磁力光線によって星人ハンターの金属製の装備も引き寄せるため、ハンティングに挑む際には装備に磁力コーティングを必要とする。
テレビ放送版「ANTLAR Hunting」では、プラズマソウルの露出箇所は6か所で、色は緑色、属性は土。エレキングのハンティングを終えたばかりで下準備を一切していないラッシュハンターズを磁力光線で苦しめ、一瞬の隙を突かれて5か所のプラズマソウルを破壊されるが、ラッシュハンターズを大きく消耗させて優位に立ったかに見えた時、乱入してきたダダチームによって大顎を折られたうえ、最後のプラズマソウルを破壊されて倒される。回想シーンにはプラズマソウルの色が異なる別個体（色は青色で属性は水）も登場するが、当時ガッツガンナー・ガルムとチームを組んでいたノダチザムシャーによって倒されている。これは、ザムシャーの一族が着用している甲冑が絶縁体の特質を持っており、磁力光線の影響を受けなかったためであった。
劇場版ショートムービー「VEROKRON hunting」では、ハンターステーションにてプラズマ怪獣多数出現を報じる映像に映っているのが確認できる。

## 『大怪獣バトル ULTRA MONSTERS NEO』に登場するアントラー
『大怪獣バトル ULTRA MONSTERS NEO』第12話「キール星人の挑発」に登場。
別の時代のハマーにおり、そこで青い球を追ってきた主人公たちの乗るヴィットリオの宇宙船が衝突し、それに怒って主人公たちに襲いかかる。そして、ネオバトルナイザーの怪獣と戦うが、敗れて落ち込んだ様子で去ろうとしたところを、グランデの操るレッドキングに蹴り飛ばされる。
『NEO』第7弾から導入されたトラップシステムにも活用されており、そのラウンドで負けた怪獣にライジングシザーズを炸裂させる。
ステータスはアタックとディフェンスが高く、スピードとパワーが低い。また、ウルトラマンのスペシウム光線を受けても平気でいられるなど、光属性攻撃に強い。必殺技はアントラーらしいものがあり、磁力光線で引き寄せた隕石を敵めがけて落とす「メテオクライシス」、磁力光線で引き寄せた敵を大顎で何度も噛み砕く「キャプチャ光線」、地中から奇襲攻撃を仕掛ける「ライジングシザーズ」がある。『NEO』第7弾より、同じ昆虫怪獣であるサタンビートルとのタッグ必殺技「Wインセクトアタック」が、『NEO-GL』第2弾では新必殺技として、敵を地中へ引きずり込んで大顎で噛み砕く「怪獣蟻地獄」が追加された。

## 漫画作品に登場するアントラー

### 『ウルトラマン THE FIRST』
漫画『ウルトラマン THE FIRST』に登場。
世界で天災や戦争が起こるたびに暴れ回り、バラージの神官によって鎮められてきた怪獣。スペシウム光線を弾き返す甲殻と射程100キロメートルにもおよぶ強力な磁力光線が武器。初出現時には『ウルトラマン』の登場個体と同様に航空機を磁力光線で墜落させてウルトラマンをも退けるが、2度目の街への出現時には古代に飛来したというノアの神が残した青い玉を女性整備士ヒナタの機転でぶつけられ、甲殻が弱体化して赤い表皮が剥き出しとなる。最後は激怒して科学特捜隊に襲いかかるが、ウルトラマンのスペシウム光線で頭を貫かれて大爆発する。
アントラーの死と共に、それを封印する役目を果たしてきたバラージの街も、蜃気楼のように消え去る。

### 『ウルトラマンSTORY 0』
漫画『ウルトラマンSTORY 0』に登場。
第14話でバルタン星人の実験道具として登場した後、第18話・第19話で地球のバラージに登場。チャータムに神として恐れられていたが、実際はバラージの人々を喰らおうとしていた怪獣である。能力は『ウルトラマン』の登場個体と同様であるが、外観はそれ以上に昆虫らしくなっている。青い石で弱ったところを、ゾフィーのM87光線を受けて倒される。
第39話・第40話ではジェロニモンによって蘇生された再生怪獣軍団の1体として登場。

## その他
- 『ウルトラセブン』の企画段階では、レッドキング、ペギラ、パゴスと共に、カプセル怪獣として登場する構想があり、企画書や準備稿で名前が挙がっている[53]。
- 『ウルトラマンメビウス』第21話では、怪獣墓場を漂っている姿が描かれる[54]。
- 『ウルトラマントリガー NEW GENERATION TIGA』では、本編にアントラーは登場しないが本放送中にはバンダイのアパレルアイテム限定の付属品としてガッツハイパーキーが発表されている[55]。
- 映画『ウルトラマンゼロ THE MOVIE 超決戦!ベリアル銀河帝国』では、当初ダークロプス軍団とウルトラ戦士の戦いをアントラーとゴモラが見守る未公開シーンがあった[56]。
- 『ウルトラゾーン』第1話のミニコーナー「怪獣漫才」では、恐竜戦車と「キャタピラ地獄」というコンビ名で漫才を行い、コンセプトが分かりづらいことから恐竜戦車に別名を「地底怪獣」、「ハサミ怪獣」、「クワガタ風怪獣」に改名した方がいいと指摘されるが、いずれも却下する[57]。第11話のアイキャッチでは、不良学生たちに囲まれてサタンビートルを角で持ち上げている姿が描かれている[58]。
- 『ウルトラマンゼロ&オールスターウルトラマン 超絶! ウルトラリーグ』（てれびくん版2011年6月号掲載分）では、怪獣軍団の1体としてウルティメイトフォースゼロを襲う。
- 小説『Another Genesis』では、第2話に登場。砂漠の惑星に生息し、光の国の破片の影響で超巨大怪獣に変貌している。初代ウルトラマンとの死闘の末、体内から光の国の破片を奪われて止めを刺される。
- 漫画『ウルトラ怪獣擬人化計画feat.POP Comic code』では、異空間から怪獣墓場霊園に現れ、少女の姿になったことを困惑していたところに現れたゼットンによって拉致される。
- 2009年の乗用車「ホンダ・ステップワゴン スパーダ」のCMでは、同車を恐れて他の怪獣と共に道を空ける役で出演している。